# Arnas Fedaravicius

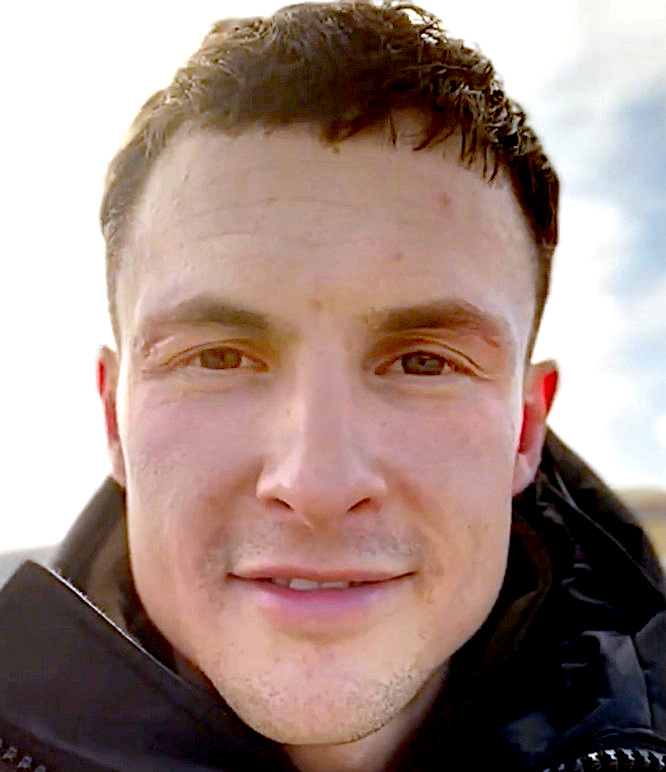
Arnas Fedaravicius (2023)

Arnas Fedaravicius (* 21. Juni 1991 in Vilnius) ist ein litauischer Schauspieler und Synchronsprecher.

## Leben
Fedaravicius wurde am 21. Juni 1991 in Vilnius geboren. Er ist Absolvent der Litauischen Musik- und Theaterakademie. Er übernahm 2013 die Hauptrolle des Kolyma in dem Film Sibirische Erziehung. Nic Romm lieh ihm für die deutschsprachige Fassung seine Stimme. Nach Besetzungen in Kurz- und Spielfilmen wirkte er 2016 in sieben Episoden der Fernsehserie Blutsbande als Andrus mit. Von 2017 bis 2022 stellte er die Rolle des Sihtric im Netflix Original The Last Kingdom in insgesamt 38 Episoden dar. Dieselbe Rolle mimte er 2023 im Spielfilm The Last Kingdom: Seven Kings Must Die. Im selben Jahr hatte er wiederkehrende Rollen in den Fernsehserien Das Rad der Zeit und Mord auf Shetland inne.

## Filmografie (Auswahl)
- 2013: Sibirische Erziehung (Educazione Siberiana)
- 2013: Revolution Theory (Kurzfilm)
- 2015: Chasing Solace
- 2015: Gost
- 2015: Woman in Grey
- 2015: Little Players (Kurzfilm)
- 2016: Blutsbande (Tjockare än vatten, Fernsehserie, 7 Episoden)
- 2017: Access All Areas
- 2017–2022: The Last Kingdom (Fernsehserie, 38 Episoden)
- 2020: Glia
- 2023: The Last Kingdom: Seven Kings Must Die
- 2023: Das Rad der Zeit (The Wheel of Time, Fernsehserie, 4 Episoden)
- 2023: Mord auf Shetland (Shetland, Fernsehserie, 2 Episoden)
- 2024: The White Lotus (Fernsehserie, 8 Episoden)

## Synchronisationen (Auswahl)
- 2018: Total War Saga: Thrones of Britannia (Videospiel)
- 2022: Total War: Warhammer III (Videospiel)